# Manufaturabilidade
Manufaturabilidade é a capacidade que um produto ou serviço tem de ser manufaturável, ou seja, de ser produzido (no caso de produtos) ou prestado (no caso de serviços) de forma artesanal. Para tanto, é necessário que a tecnologia esteja disponível e seja conhecida, pois de nada adiantaria elaborar (no papel) um ótimo produto, que atendesse às necessidades dos consumidores, mas que não fosse passível de ser produzido, de concretizado ou materializado.

## Fonte
MARTINS, Petronio Garcia. Administração da Produção. São Paulo: Saraiva, 2000.